# The Flamingos
The Flamingos sono un gruppo doo wop statunitense, molto popolare a partire dalla metà degli anni 1950 e principalmente conosciuti per la loro cover di I Only Have Eyes for You.
La rivista Billboard li definisce universalmente acclamati come uno dei migliori e più influenti gruppi vocali nella storia della musica pop; la loro musica viene considerata elegante e sofisticata.

## Storia
Originari di Chicago, prima dell'attuale denominazione, si chiamarono rispettivamente The Swallows, El Flamingos e The Five Flamingos.
Il loro primo singolo, pubblicato per conto della Chance Records, If I Can't Have You, riscosse un moderato successo in ambito locale, così come il successivo That's My Desire. Solo grazie alla canzone scritta Johnny Carter (Golden Teardrops), ricca di complesse armonie vocali e l'altissimo falsetto di Carter, spianarono lentamente la loro strada verso il successo.
Risale al 1959 la fortunata cover di I Only Have Eyes for You (una vecchia canzone del 1934 composta da Harry Warren e Al Dubin), a tutt'oggi il maggior successo di pubblico e di vendite del complesso.

## Formazione
Dopo aver subito molte variazioni nel corso degli anni a causa dei decessi o degli abbandoni dei componenti del gruppo, le formazioni attuali sono le seguenti:
The Flamingos featuring Terry Johnson
- Terry "Buzzy" Johnson
- Starling Newsome
- Stan Prinston
- Theresa Trigg

J.C. Carey Jr's Flamingos
- J.C. Carey, Jr.
- Doug McClure
- Victor Brown
- Sidney Hall
- Flip Thomas

Hanno fatto parte in passato del gruppo:
- Ezikial Carey
- Jacob Carey
- Johnny Carter
- Tommy Hunt
- Earl Lewis
- Sollie McElroy
- Nate Nelson
- Paul Wilson